# Lebedyn
Lebedyn (em ucraniano:  Лебеди́н) é uma cidade da Ucrânia, situada no Oblast de Sumy. Tem 27,4 km² de área e sua população em 2020 foi estimada em 24.600 habitantes.